# Черноморское побережье Украины
Черномо́рское побере́жье Украи́ны в пределах её признанных большей частью международного сообщества границ охватывает участок от устья реки Дунай до оконечности Керченского полуострова в Крыму, общей протяжённостью 1756 км. По этому показателю Украина в указанных границах занимает первое место среди всех черноморских стран, опережая Турцию (1700 км).
Без учёта Крыма, почти полностью аннексированного с 2014 года Россией, черноморское побережье Украины представляет собой участок континентального побережья страны длиной 1006 км, приходящийся на обширные северо-западные заливы. Эта часть Чёрного моря является самой мелкой, береговая линия здесь плоская, между Днепро-Бугским и Днестровским лиманами берега крутые, с большим количеством озёр, почти без заливов. От Днепра до мыса Сарыч берег сильно изрезан, к югу берег становится выше и круче. Дно на этом участке углубляется. Здесь же находится крупнейший залив побережья — Каркинитский, рядом находится и крупнейший остров — Джарылгач. Климат побережья летом жаркий и сухой, а зимой умеренный и влажный, нередки зимние туманы и грозы, сильные ветра и оттепели. Из-за мелководности и опреснённости, воды этой части Чёрного моря зимой часто покрываются льдом.